# Botanophila shirozui
Botanophila shirozui este o specie de muște din genul Botanophila, familia Anthomyiidae. A fost descrisă pentru prima dată de Masayoshi Suwa în anul 1981. Conform Catalogue of Life specia Botanophila shirozui nu are subspecii cunoscute.